# Римская сторожевая башня (Архипо-Осиповка)
Римская сторожевая башня в Архипо-Осиповке 2-й трети I века н. э. является единственным, по состоянию на начало XXI века, архитектурным памятником римской колониальной экспансии, обнаруженным на черноморском побережье российского сектора Кавказа. Остатки крепости, которая классифицируется археологами как дом-башня антично-боспорского типа, расположены в 2 км к северо-западу от устья реки Вулан, близ современного населенного пункта Архипо-Осиповка в Геленджикском округе Краснодарского края. Римская башня выполняла военно-полицейские функции крепости и таможни, которые осуществляли контроль за торговлей в регионе, в том числе и за рынком рабов в устье Вулана.

## История
В период своего расцвета Боспорское царство достигло Геленджикской бухты, на берегах которой был основано крайнее восточное посeление царства — эксклав Торик. К началу I века нашей эры римские императоры, видя значимость Боспора как важного источника зерна и союзника при защите северных рубежей самой империи от набегов кочевников, установили над ним фактический протекторат, многочисленные следы которого можно обнаружить в современном Крыму. Римско-боспорский союз привёл римские войска и на восточное побережье Чёрного моря. Именно в силу синтеза римских и боспорских элементов в регионе происхождения классификация данного объекта, стоящего особняком как в географическом, так и в архитектурном плане, остаётся затруднительной: он может считаться как крайним восточным форпостом Боспорского царства, так и крайним северным лагерем Понтийского лимеса Римской империи.
Такие башни строились на расстоянии 300—1000 метров друг от друга и выполняли сторожевые функции, предупреждая гарнизон о появлении врага. Учитывая довольно изолированное расположение башни (массово остатки подобных античных сооружений начинают встречаться на севере только в р-не п-ова Абрау, а ближайшим подобным памятником к югу является римская крепость в Пицунде), возвели её, по предположениям археологов, римские легионеры, сошедшие с пришвартовавшегося рядом римского боевого корабля, на тот момент вмещавшего до 300 воинов. После смерти императора Нерона римский гарнизон покинул башню, a ee деревянные надстройки были сожжены. Вывод о пожаре и/или поджоге на месте башни был сделан на основе красного цвета песчаника, появляющегося при его нагревании.

## Ход раскопок
Римская башня была обнаружена случайно экспедицией 1998 года, направленной сюда для исследования одного из черкесских курганов. Археологические раскопки и исследования продолжались вплоть до 2004 года, после чего большая часть находок отправилась в Геленджикский историко-краеведческий музей.

## Современное состояние
От изначальной высоты башни в 4 метра сохранилось основание стен около 1 метра высотой и около 1,5 метров толщиной. Рядом с руинами башни расположен археологический мини-музей. Здесь постоянно круглогодично проживают смотрители-археологи, проводящие экскурсию по созданному ими макету башни и её упорядоченным расчищенным руинам. В ходе раскопок и до установления круглогодичной вахты артефакты башни пострадали от актов хищения и вандализма.

## Артефакты
В развалинах сгоревшей башни были обнаружена тарная керамика второй трети I века н. э. родом из черноморских Синопа и Колхиды, а также бронзовый нащечник от шлема галло-римского типа. Именно коллекция амфор под вино, воду и масло на 18—20 литров, извлечённых из руин башни, позволила датировать её существование узкими границами второй трети I века н. э.